# Айман Ашраф
Айман Ашраф (араб. أيمن أشرف‎; 9 апреля 1991, Каир, Египет) — египетский футболист, защитник клуба «Национальный банк Египта» и сборной Египта. Участник чемпионата мира 2018 года.

## Клубная карьера
Ашраф — воспитанник клуба «Аль-Ахли» из своего родного города. В 2009 году он дебютировал за команду в чемпионате Египта. В своём дебютном сезоне Айман стал чемпионом, хотя в состав попадал редко. Через год он повторил данное достижение. В начале 2012 года Ашраф на правах аренды перешёл в «Телефонаат Бани Сувейф». 10 января в матче против «Петроджет» он дебютировал за новую команду. В 2013 году Айман перешёл в «Смуху», где быстро стал основным игроком. В 2017 году он вернулся в «Аль-Ахли». Спустя год Ашраф в третий раз стал чемпионом страны.

## Международная карьера
В 2009 году Ашраф в составе молодёжной сборной Египта принял участие в домашнем молодёжном чемпионате мира. В 2011 году Айман во второй раз принял участие в молодёжном чемпионате мира в Колумбии. На турнире он сыграл в матчах против команд Панамы, Австрии и Аргентины. В поединке против панамцев Ахмед забил гол.
30 августа 2016 года в товарищеском матче против сборной Гвинеи он дебютировал за сборную Египта.
В 2018 году Ашраф принял участие в чемпионате мира в России. На турнире он был запасным и на поле не вышел.

## Достижения
Командные
 «Аль-Ахли» (Каир)
- Чемпионат Египта по футболу (3) — 2009/2010, 2010/2011, 2017/2018, 2019/2020
- Обладатель Кубка Египта — 2016/2017
- Победитель Лиги Чемпионов КАФ (2) — 2020, 2021